# Florentino Decraene

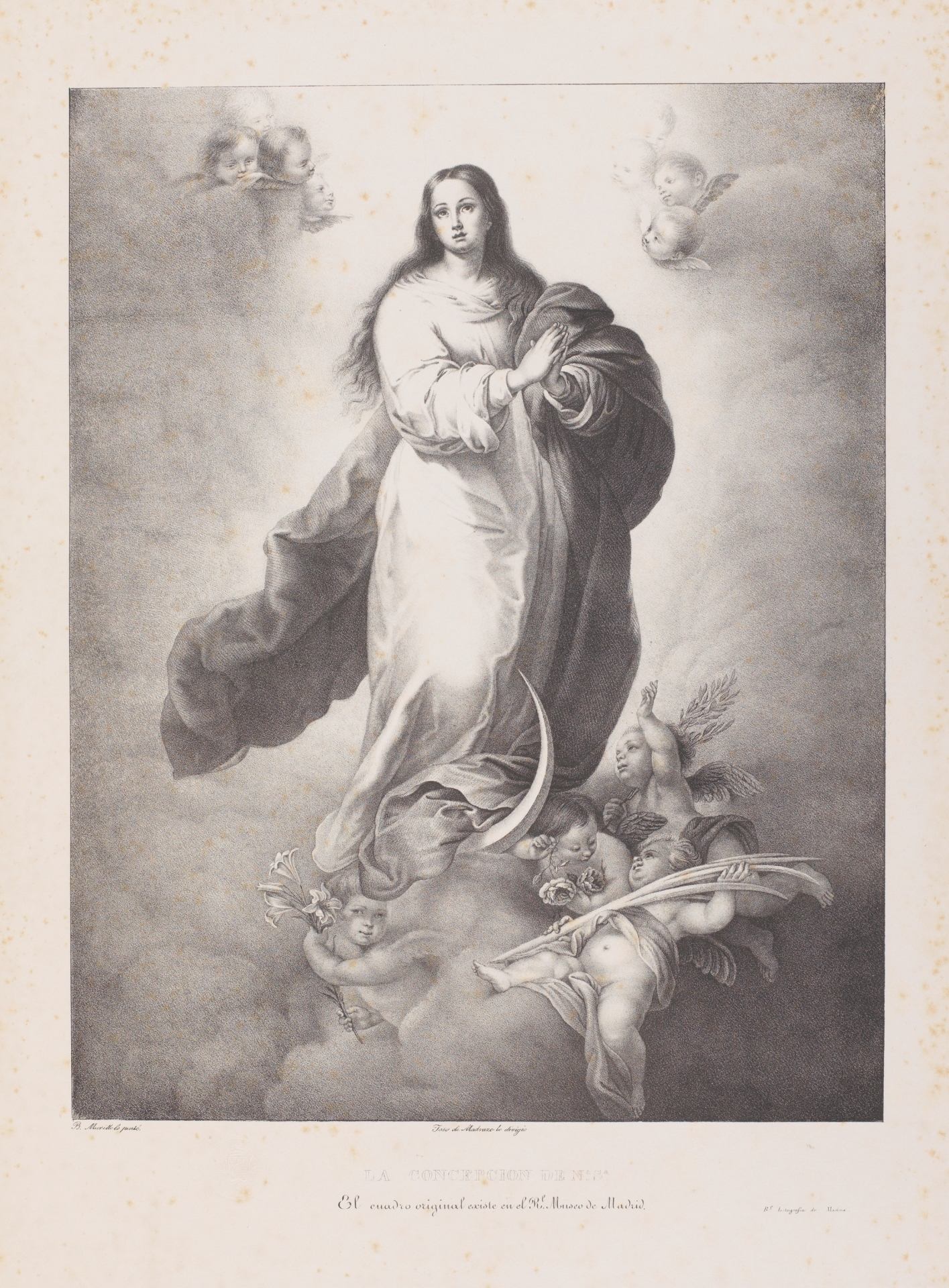
La Inmaculada Concepción de El Escorial aguatinta litográfica por pintura de Murillo para la Colección litográfica de los cuadros del rey de España. Madrid, Museo del Prado, Gabinete de Dibujos, Estampas y Fotografías.

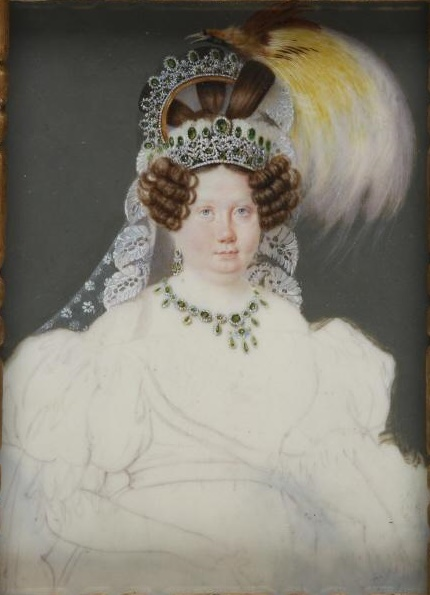
La infanta Luisa Carlota de Borbón, gouache y acuarela sobre marfil, 103,10 x 100 mm, Madrid, Museo del Romanticismo.

Florentino Decraene o De Craene (Tournai, 1793-Madrid, 1852) fue un pintor y litógrafo belga activo en París y Madrid.

## Biografía y obra
Nacido en Tournai, en su academia de bellas artes obtuvo diversos premios entre 1810 y 1812 y en 1820 fue becado para continuar sus estudios en la École des beaux-arts de París donde tuvo como maestro a Antoine-Jean Gros. Tras fracasar en el intento de establecer junto con su hermano Alejandro Augusto, su propio taller litográfico en París, firmó con José de Madrazo un contrato de exclusividad por tres años para trabajar como litógrafo en el Real Establecimiento Litográfico de Madrid, donde se estableció en septiembre de 1825. Especializado en la litografía de reproducción y el retrato, trabajó principalmente para la Colección litográfica de los cuadros del rey de España, obra colectiva editada por el Real Establecimiento Litográfico de Madrid entre 1829 y 1832, para la que proporcionó las reproducciones de La rendición de Breda  de Velázquez, Venus y Adonis de Tiziano, La adoración de los magos y Orfeo de Eurídice de Rubens, Venus y Adonis de Veronés, La Anunciación, La Inmaculada Concepción de El Escorial, Rebeca y Eliezer y Santa Isabel de Hungría de Murillo, el último devuelto al Hospital de la Caridad de Sevilla, desde la Real Academia de Bellas Artes de San Fernando, el retrato ecuestre de Fernando VII según José de Madrazo y la Sagrada Familia por pintura de Francisco Zurbarán, con una dedicatoria especial  al rey Fernando VII, de todos los cuales, excepto de los dos últimos, se conservan ejemplares en el Museo del Prado. Además, para el último tomo de la serie, reprodujo el cuadro de Federico de Madrazo dedicado a la enfermedad de Fernando VII conservado en el Palacio Real de Madrid: ‘‘María Cristina durante la enfermedad de Fernando VII 
Como retratista, litografió un retrato de la reina Isabel II a las pocas semanas de nacer y, como estampas sueltas, entre otros muchos, los de la regente María Cristina de Borbón por dibujo de Juan de Montenegro, Francisco de Paula de Borbón y Javier de Burgos, estampados en el real Establecimiento Litográfico y, tras su liquidación, el de Francisco de Asís de Borbón editado por la litografía de Julio Donon y los de Álvaro Florez Estrada y otros Señores Procuradores de las Cortes de 1834, en busto, para la litografía de Costa en Madrid.
Paralelamente cultivó la miniatura, ocupación por la que fue premiado por Isabel II con el título de pintor de cámara honorario. Retratos suyos en este arte, caracterizados por la austeridad y cuidada técnica, se conservan en el Museo del Prado, el Museo Lázaro Galdiano y el Museo del Romanticismo.
Falleció con cincuenta y ocho años en Madrid, el 24 de febrero de 1852, viudo de María Gil García. Dejaba una hija, Florentina Decraene, según Ossorio y Bernard también pintora, de la que citaba dos retratos a lápiz de la reina Isabel II y de la condesa de Girgenti.